# Todaropsis eblanae
Todaropsis eblanae — вид кальмарів родини Ommastrephidae.

## Поширення
Цей вид має диз'юнктне поширення на сході Атлантичного океану та Середземному морі від Шетландських островів до Кейптауна, в Індійському океані вздовж Маскаренського хребта, а також вздовж західного та східного узбережжя Австралії.

## Опис

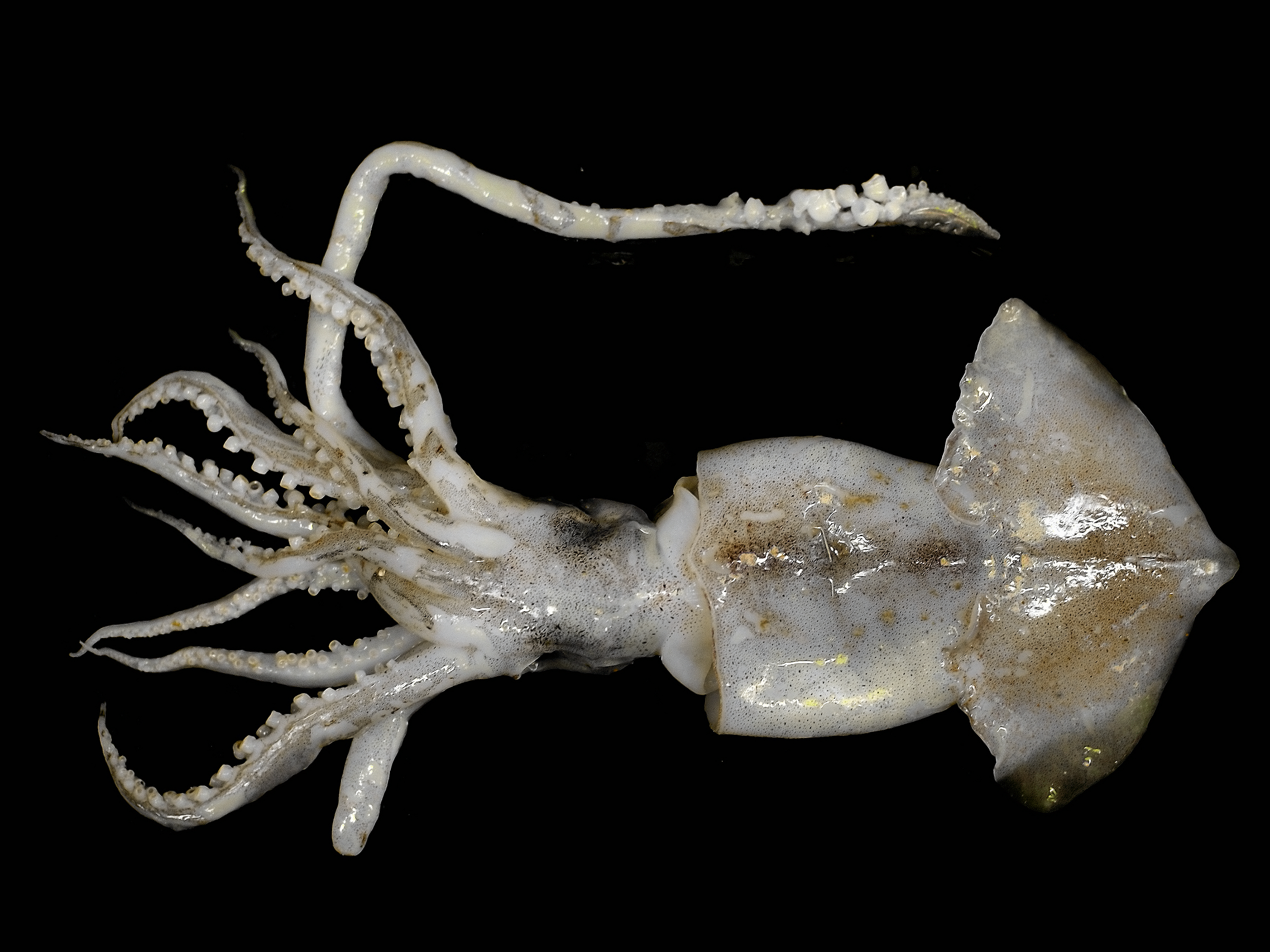

Відносно невеликий кальмар, завдовжки 13—22 см з великою широкою головою. Плавник широко ромбоподібний, ширший ніж довгий, на кінці закруглений. Щупальця міцні, більше ніж удвічі більше довжини голови, з чотирма рядами присосок.

## Спосіб життя
Живе на морському дні з каламутними субстратами. Полює на рибу, ракоподібних та молюсків. У північних водах Todaropsis eblanae спаровується і нереститься влітку та на початку осінніх місяців, тобто з червня по листопад. Вилуплення відбувається пізньою осінню до ранньої весни, тобто з жовтня до березня.